# Фудбалско ривалство између Србије и Хрватске
Фудбалско ривалство између Хрватске и Србије је такмичарско спортско ривалство које постоји између фудбалских репрезентација две земље и њихових навијачких група.
Ово ривалство се сматра једним од најнепријатељскијих у светском фудбалу, упркос томе што се две репрезентације нису често састајале. Тензије међу народима су подстакнуте политичким разликама које су настале током 20. века на основу догађаја из Другог светског рата и распада Југославије. Ова два ривала су раније представљала фудбалску репрезентацију Југославије.

## Историја
Први сусрет две репрезентације догодио се у полуфиналу једнократног Југословенског фудбалског турнира 1945. године. Домаће првенство одиграно је између шест савезних република, једне аутономне области и селекције Југословенске народне армије поводом завршетка Другог светског рата. Србија је имала тим скоро у потпуности састављен од играча Црвене звезде из Београда, док је Динамо Загреб дао главни допринос хрватској постави. Утакмица је одиграна без инцидената на београдском стадиону 20. октобар, а Србија је савладала Хрватску резултатом 3–1 и пласирала се у финале где је победила репрезентацију војске са 1–0. Ове утакмице нису формално признате од стране ФИФА као пуноправне међународне, јер је ово био домаћи турнир у организацији Фудбалског савеза Југославије.
Дана 13. маја 1990. године, Динамо Загреб угостио је Црвену звезду Београд на стадиону Максимир у Првој лиги Југославије. Било је то само неколико недеља након првих избора у Хрватској, усред етничких тензија у Југославији. Утакмица је прекинута након само десет минута, пошто су Динамови навијачи и Црвене звезде Делије започели неславне немире. Инцидент је остао упамћен по томе што је Динамов Звонимир Бобан шутирао полицајца, након што га је видео како туче навијача Динама. Након тога, Бобан је суспендован на шест месеци од стране Фудбалског савеза Југославије и избачен из тима за Светско првенство у фудбалу 1990. године.
Дана 3. јуна 1990. на стадиону Максимир одржана је пријатељска утакмица између Југославије и Холандије и била је то последња пријатељска утакмица пре Светског првенства у фудбалу 1990. године. Публика од 20.000 људи извиждала је југословенску химну "Хеј, Словени". Навијачи су навијали за Холандију, вређали југословенски тим и њиховог менаџера Ивицу Осима. Многе холандске заставе су такође виђене у гомили, због њихове сличности са хрватском тробојком. Утакмица је била последња југословенска утакмица која је одиграна на стадиону.  Хрватска је 17. октобра исте године одиграла своју прву међународну утакмицу модерне ере на стадиону против Сједињених Држава.
Први званични међународни сусрет после 54 године између Хрватске и Србије (која је играла као СР Југославија) одиграо се 18. августа 1999. на стадиону Црвене звезде у Београду, у оквиру квалификација за УЕФА Еуро 2000. Утакмица је завршена нерешеним резултатом. Утакмица је остала за памћење по нестанку струје на стадиону који је наводно застрашио хрватске играче. Реванш на стадиону Максимир у Загребу одигран је 9. октобра 1999. године и био је то одлучујући меч за Хрватску, јер им је за пласман на турнир била потребна победа. Десетак минута игре Аљоша Асановић је додао лопту до Давора Шукера који је шутирао, али је Ивица Краљ одбио. Иако је лопта била преко гол-линије, шпански судија Хосе Марија Гарсија-Аранда је одбацио гол. У 20. минуту резултат је отворио Ален Бокшић. Ипак, Југославија је дошла са леђа головима Предрага Мијатовића и Дејана Станковића у 26. и 31. минуту. У дуелу Зорана Мирковића и Роберта Јарнија, први је другог ухватио за гениталије и добио црвени картон. Инцидент је додатно мотивисао Хрватску и Марио Станић изједначио је резултат у 47. минуту. Трећи погодак који би Хрватску одвео на турнир никада није стигао, јер је Јосип Шимић, који је замењен Бокшићем, изгубио најбољу шансу коју је тим имао. Елиминацијом је Хрватска ушла у фазу кризе која је трајала осам година.
Хрватска и сада независна Србија поново су се састале 14 година касније у квалификацијама за Светско првенство 2014. године. Први меч одигран је 22. марта 2013. на стадиону Максимир и завршио се победом Хрватске од 2:0 головима Марија Манџукића и Ивице Олића. Реванш је одигран 6. септембра 2013. на стадиону Црвене звезде и завршен је нерешеним резултатом 1:1. Хрватска је повела након поготка Манџукића у 53. минуту, али је Србија изједначила у 66. минуту преко Александра Митровића. У 80. минуту Јосип Шимунић је брутално матирао Миралема Сулејманија који је сам трчао ка голу Хрватске. Као резултат тога, добио је директан црвени картон. Хрватска је квалификације завршила као вицешампион групе. Србија је завршила на трећем месту у групи са три бода мање од Хрватске и након тога се није пласирала на турнир.
Дана 30. новембра 2019, жреб за УЕФА Еуро 2020 ставио је Хрватску у исту групу као победника квалификационог плеј-офа на путу Ц. Пошто је била на врху своје групе у УЕФА Лиги нација Ц 2018–19 и није успела да се квалификује кроз регуларне квалификације, Србија је обезбедила место у плеј-офу. Поразили су Норвешку резултатом 2–1 након продужетака у полуфиналу плеј-офа, али су на крају изгубили финале од Шкотске након извођења пенала у којем је Шкотска победила резултатом 5–4. На турниру је Хрватска победила Шкотску са 3–1 и тако се квалификовала за осмину финала.

## Утакмице
| Југославија | 0–0    | Хрватска |
| ----------- | ------ | -------- |
|             | Report |          |

| Хрватска                | 2–2    | Југославија                   |
| ----------------------- | ------ | ----------------------------- |
| Бокшић 20’ · Станић 47’ | Report | Мијатовић 26’ · Станковић 31’ |

| Хрватска                | 2–0    | Србија |
| ----------------------- | ------ | ------ |
| Манџукић 23’ · Олић 37’ | Report |        |

| Србија       | 1–1    | Хрватска     |
| ------------ | ------ | ------------ |
| Митровић 66’ | Report | Манџукић 53’ |

### Статистика
| Конкуренција | Победа Хрватске | Нерешено | Победа Србије |
| ------------ | --------------- | -------- | ------------- |
| Укупно       | 1               | 3        | 0             |

## Најбољи стрелци
- Марио Манџукић (2)
- Ален Бошкић (1)
- Предраг Мијатовић (1)
- Александар Митровић (1)
- Ивица Олић (1)
- Марио Станић (1)
- Дејан Станковић (1)

## Поређење на великим међународним турнирима
| Турнир                           | Хрватска           | Југославија                     | Напомене |
| -------------------------------- | ------------------ | ------------------------------- | --- |
| УЕФА Евро 1992                   | Није члан ФИФА     | Квалификација, али суспендовани | Југославији је забрањено учешће на међународним спортским турнирима у оквиру Резолуције 757 Савета безбедности Уједињених нација.                                                                                                |
| Светско првенство у фудбалу 1994 | Није члан ФИФА     | Суспендовани                    | Југославији је забрањено учешће на међународним спортским турнирима у оквиру Резолуције 757 Савета безбедности Уједињених нација.                                                                                                |
| УЕФА Евро 1996                   | 7.                 | Суспендовани                    | Југославији је забрањено учешће на међународним спортским турнирима у оквиру Резолуције 757 Савета безбедности Уједињених нација.                                                                                                |
| Светско првенство у фудбалу 1998 | 3.                 | 10.                             | |
| УЕФА Евро 2000                   | Без квалификовања  | 8.                              | Југославија је елиминисала Хрватску у квалификацијама за турнир након ремија без голова у Београду и 2-2 у Загребу, пошто је Хрватској била потребна победа у Загребу да би се квалификовала.                                    |
| Светско првенство у фудбалу 2002 | 23.                | Без квалификовања               | |
| УЕФА Евро 2004                   | 13.                | Србија и Црна Гора              | |
| УЕФА Евро 2004                   | 13.                | Без квалификовања               | |
| Светско првенство у фудбалу 2006 | 22.                | 32.                             | |
| УЕФА Евро 2008                   | 5                  | Србија                          | |
| УЕФА Евро 2008                   | 5                  | Без квалификовања               | |
| ФИФА Светско првенство 2010      | Без квалификовања  | 23.                             | |
| УЕФА Евро 2012                   | 10.                | Без квалификовања               | |
| Светско првенство у фудбалу 2014 | 19.                | Без квалификовања               | Хрватска и Србија су извучене у истој квалификационој групи. После победе од 2-0 у Загребу и ремија 1-1 у Београду, Хрватска је завршила квалификације као вицешампион групе са три бода предности испред трећепласиране Србије. |
| УЕФА Евро 2016                   | 9.                 | Без квалификовања               | |
| ФИФА Светско првенство 2018      | 2.                 | 23                              | |
| УЕФА Еуро 2020                   | 14                 | Није се квалификовао            | Да се Србија квалификовала кроз плеј-оф пута Ц, била би смештена у исту групу са Хрватском, након жреба 30. новембра 2019. године.                                                                                               |
| Светско првенство у фудбалу 2022 | Прошли групну фазу | 29.                             | |